# Happy 2b Hardcore
Albums de Anabolic Frolic
Happy 2b Hardcore: Chapter Two
(1997)
Happy 2b Hardcore est une série de compilations mixées du DJ canadien Anabolic Frolic. Le premier volet sort en 1997 sur le label américain de breakbeat Moonshine Music et constitue la première série d'albums mixés de Frolic, Happy 2b Hardcore, qui documente l'émergence de la musique happy hardcore au Royaume-Uni et en Europe. La série elle-même est un dérivé de la série Speed Limit 140 BPM+ de Moonshine, des compilations d'EDM à tempo rapide. L'album est conçu pour faire découvrir le happy hardcore au public américain et contient seize hymnes du genre qui présentent de nombreuses caractéristiques du happy hardcore, telles que le tempo rapide, les breakbeats frénétiques, la tonalité majeure, les effets de clavier décalés et excentriques et les « semi-mélodies ».
Moonshine avait des attentes modestes pour l'album et leurs nombreuses campagnes de promotion comprenaient l'organisation de la promotion de l'album par Frolic à la radio, un « tourbillon » d'attention qui a pris Frolic par surprise. L'album est un succès surprise, se vendant à plus de 100 000 exemplaires, ce qui est remarquable pour une compilation de musique underground. On lui attribue le mérite d'avoir contribué à la diffusion du genre aux États-Unis et d'avoir inspiré le Hullabaloo happy hardcore rave de Frolic en 1997, le premier du genre aux États-Unis. Les critiques saluent l'album comme une excellente introduction au happy hardcore, et Ned Raggett d'AllMusic le désigne plus tard désigné comme 102e meilleur album des années 1990.

## Contexte
Le happy hardcore émerge principalement au Royaume-Uni au milieu des années 1990 et se caractérise par un tempo très rapide (généralement autour de 160-180 BPM), souvent associé à des voix solistes et des paroles sentimentales, ainsi que par une tonalité généralement majeure, un rythme 4/4. Au départ, le genre était souvent caractérisé par des riffs de piano, des sons spatiaux et des stabs synthétiques. Au Royaume-Uni, la longue série Bonkers d'albums mixés par des DJ de happy hardcore est la série de compilations happy hardcore la plus populaire, débutant en 1996 avec une édition inaugurale mixée par Hixxy et DJ Sharkey.
Le label de danse américain Moonshine Music, connu pour importer de la musique électronique du Royaume-Uni et la distribuer pour la première fois aux États-Unis, conçoit Happy 2b Hardcore en 1996 afin d'initier le public américain à ce genre. Le répertoire du label se composait alors de musique rave et de genres hardcore britanniques, notamment la jungle, la drum and bass et la breakbeat techno, mais il n'avait pas encore sorti de happy hardcore. Ils contactent le disc jockey canadien Anabolic Frolic, enthousiaste du happy hardcore, qui leur avait envoyé une démo non sollicitée, pour compiler et mixer l'album. En raison du tempo rapide de la musique, Happy 2b Hardcore est publié en tant que spin-off de la longue série de compilations breakbeat hardcore du label, Speed Limit 140 BPM+.

## Musique
Les notes de pochette de Happy 2b Hardcore décrivent l'album comme contenant seize « hymnes techno hardcore joyeux » mixés ensemble par Anabolic Frolic, les chansons elles-mêmes enregistrées par « un groupe de groupes britanniques et peut-être européens ». Jason Birchmeier d'AllMusic décrit la musique comme contenant « des bpm ultra rapides, accompagnés de suffisamment de mélodies de synthé pour fredonner - ou souffler dans votre sifflet rave », tandis que le critique musical Ned Raggett décrit la musique de l'album comme étant « aussi rapide que le gabber sans être du tout macho ; les breaks jungle sont déchirants, mais encore plus creux hyperspeed, avec des chansons portées autant par les squelches bizarres du clavier et les rafales rapides de semi-mélodie avant que tout ne s'accélère soudainement à nouveau, encore et encore. Et puis s'arrête et recommence et continue comme cela devrait et pourrait et doit toujours, tandis que des lambeaux de paroles apparaissent et disparaissent et reviennent, comme purement résistants au modèle de critique littéraire sinistre de la musique ». 
John Bush d'AllMusic, reconnaissant l'utilisation d'« hymnes » dans l'album, note l'inclusion de « classiques » tels que Let the Music d'Eruption, Feel the Power de DJ Codeine and Unknown, et Go Insane de DNA. Les points spécifiques de l'album notés par les journalistes incluent la mélodie d'introduction de Take on Me de a-ha faisant une apparition soudaine dans l'introduction de I Believe de DJ Stompy, le chanteur anonyme sur Here I Am de DJ Ham, DJ Demo et Justin Time « soudainement [décollant] avec la ligne de titre et l'immédiateté du moment pur de tout cela ramène tout à la maison - tandis que Chuck D hurlant Ah yeah, now that's progress est réduit à un simple blip accéléré coincé dans les moments les plus étranges, la tyrannie du sens lyrique implicitement annulée dans la précipitation ».

## Sortie et promotion

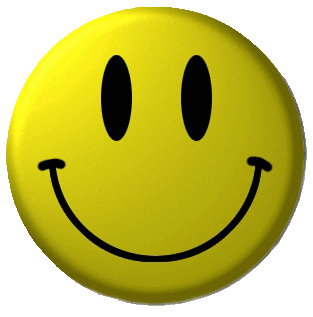
Le smiley jaune (qui est montré sur la pochette de l'album) est un symbole de la musique rave au Royaume-Uni.

Frolic décrit les espoirs de Moonshine Music pour Happy 2B Hardcore comme « modestes », étant donné que l'album était prévu pour être une sortie autonome. Moonshine a fait la promotion de l'album avec des affiches et des publicités dans des magazines et a fait en sorte que Frolic apparaisse sur de nombreuses stations de radio, soit interviewé par les médias et photographié par un publiciste. « J'étais désormais branché sur leur machine promotionnelle », se souvient-il. « Mon ami George s'est tourné vers moi et m'a dit 'Je me souviendrai toujours de toi, Chris' ». Le travail qu'on lui a demandé de faire pour promouvoir l'album a pris Frolic par surprise : « Jusqu'à ce moment-là, je n'étais qu'un petit DJ, jouant dans de petites raves locales, mais certainement pas au niveau de faire des apparitions et de la promotion internationales. Donc c'était vraiment comme un tourbillon ». Une soirée de lancement officielle de l'album a eu lieu à Los Angeles, où Frolic a joué dans une rave dont il avait fait la promotion au préalable sur la station de danse populaire de la ville, Groove Radio. Lors de son apparition sur Groove Radio, il a également joué un mix DJ en direct dans le studio.
Moonshine Music sort Happy 2b Hardcore le 21 janvier 1997 aux États-Unis. L'utilisation de smileys jaunes sur la pochette de l'album, décrits par Raggett comme « de beaux grands smileys […] flottant au-dessus d'un tas de haut-parleurs », souligne l'aspect rave de la musique, car le symbole du smiley jaune était utilisé au Royaume-Uni depuis l'ère de l'acid house pour représenter la musique rave. Anabolic Frolic rappelle que la pochette frappante de l'album l'avait fait se démarquer dans la section « electronica » des magasins de disques américains : « Ce n'est pas une surprise que ce soit un succès immédiat ». De nombreux clients ont acheté l'album sur un coup de tête et ont écrit à Frolic par la suite ; En 2017, Frolic s'extasiait sur le fait qu'il était « difficile de repenser à l'époque avant les MP3 et le streaming sur Internet, où l'on achetait souvent des CD dans un magasin pour tenter sa chance et espérer que cela nous plaisait ».

## Accueil
Lors de sa sortie, Happy 2b Hardcore est un succès surprise, se vendant à plus de 100 000 exemplaires, ce que Frolic note « ce qui était un nombre incroyable pour une musique obscure ». Il déclare plus tard que le succès de l'album l'avait « enhardi » : « Je savais que le public était là, mais les promoteurs de rave de l'époque ne savaient pas comment le réserver dans leurs événements ». En tant que tel, cela l'inspire à donner naissance aux raves à succès Hullabaloo en juin 1997 afin de répondre aux besoins du public américain du happy hardcore. Également en raison du succès de l'album, Moonshine et Frolic suivent ensuite plusieurs suites à l'album, le transformant en premier d'une série ; la première suite, le tout aussi acclamé Happy 2b Hardcore: Chapter Two, sort le 9 septembre 1997. L'album devient une série à succès.

« Pour moi, cela ressemble simplement à la conclusion logique d'un son, de la frange artistique au grand public, mais la différence est que ce grand public particulier semble toujours énerver tout le monde. C'est étourdissant, fou, insensé, merveilleux et donc brillant. »

— Ned Raggett (1999)
Happy 2b Hardcore est également acclamé par la critique. John Bush d'AllMusic attribue à l'album quatre étoiles et demie sur cinq et déclare qu'il s'agit du « meilleur endroit pour les novices du happy hardcore pour commencer ainsi que d'un excellent mix (par Slipmatt) pour les fans qui ont déjà la plupart des morceaux ». Il conclut que, « avec plusieurs volumes de la série Now We're Totally Bonkers, la collection est l'un des meilleurs documents de l'immense catalogue du happy hardcore ». En 2002, Billboard note que la sortie de l'album était un moment important dans l'histoire de Moonshine, « documentant le son underground du happy hardcore ». L'album, ainsi que d'autres volets de la série, influenceront plus tard le producteur de happy hardcore Chaos D..
En 1999, Ned Raggett de Freaky Trigger classe l'album à la 102e place de sa liste des « 136 meilleurs albums des années '90 ». Il le décrit comme une « compilation parfaitement séquencée et mixée » et Frolic comme « [mélangeant] tout ensemble juste comme il faut » : « ce n'est pas seulement un excellent disque mixé, c'est juste tellement amusant et fou que je ne peux pas comprendre pourquoi on pourrait le détester, tout en réalisant en même temps pourquoi beaucoup de gens ne pourraient pas le supporter ». Il décrit la musique comme ayant l'air « de muter, de grandir et de changer au fur et à mesure que vous l'écoutez, et c'est tellement merveilleux pour cela ».